# Hogna lambarenensis
Hogna lambarenensis là một loài nhện trong họ Lycosidae.
Loài này thuộc chi Hogna. Hogna lambarenensis được Eugène Simon miêu tả năm 1910.